# La Côte-d'Arbroz
La Côte-d'Arbroz là một xã trong tỉnh Haute-Savoie thuộc vùng Auvergne-Rhône-Alpes đông nam Pháp.